# 100-kroneseddel
100-kronesedlen er en dansk pengeseddel. Det er den næstlaveste seddel i Danmark.
100-kronesedlen tegner sig for næsten 8 pct. af seddelomløbet.

## Serier og motiver

### 2009-serien
Den 4. maj 2010 blev 100-kronesedlen udsendt i en ny udgave, som en del af opdateringen mellem 2009 og 2011 af alle danske pengesedler.
Sedlen er, som de øvrige sedler i den nye serie, designet af kunstneren Karin Birgitte Lund. På forsiden optræder Den gamle Lillebæltsbro, og på bagsiden er Hindsgavldolken afbilledet sammen med et kort over Lillebælt, med placeringerne for broen og fundet af doklen markeret med cirkler.

### 1997-serien
100-kronesedlen blev udsendt i en opgraderet version november 2002. Motiverne var de samme som på den tidligere 100-kroneseddel fra 1999. Der var et portræt af komponisten Carl Nielsen på forsiden. Motivet på bagsiden var inspireret af en basilisk fra Tømmerby Kirke i Vester Hanherred.

### 1972-serien
100-kronesedlen blev udsendt 2. oktober 1974 og i en opgraderet udgave 16. oktober 1995 (serie 1972A). Portrættet på forsiden viser et selvportræt af Jens Juel medens bagsiden viser sommerfuglen rødt ordensbånd. 

### Portræt- og landskabsserien
100-kronesedlen blev udsendt 3. maj 1962. På forsiden ses et portræt af naturvidenskabsmanden H.C. Ørsted og et kompas med en ledning. Bagsiden viser Kronborg.